# Charles Alexander Stevenson
Charles Alexander Stevenson (* 1855 in Edinburgh; † 9. Mai 1950) war ein schottischer Ingenieur und Konstrukteur von Leuchttürmen rund um Schottland.
Charles war der Vater von David  Stevenson und der Bruder von David Alan Stevenson und ein Neffe von Thomas Stevenson. Er besuchte die Universität Edinburgh. Zwischen 1897 und 1937 errichtet er zusammen mit seinem Bruder David dreiundzwanzig Leuchttürme rund um Schottland und war auch für seine Optischen Experimente bekannt. 1886 wurde er zum Mitglied der Royal Society of Edinburgh gewählt.
Bezüglich Leuchttürmen war die Familie einschlägig bekannt, denn bereits der Großvater Robert Stevenson und sein Cousin Robert Louis Stevenson waren diesbezüglich tätig gewesen. Auch der Sohn Alan Stevenson (1891–1971), setzte die Tradition fort.

## Verwandtschaftsstruktur
- Robert Stevenson (1772–1850), schottischer Ingenieur und Leuchtturmbauer, Großvater
  - Alan Stevenson (1807–1865),  schottischer Ingenieur und Leuchtturmbauer, Onkel
  - David Stevenson (1815–1886), schottischer Ingenieur und Leuchtturmbauer, Vater
    - David Alan Stevenson, Bruder
    - Charles Alexander Stevenson (1855–1950)
      - Alan Stevenson (1891–1971), schottischer Ingenieur und Leuchtturmbauer, Sohn

  - Thomas Stevenson (1818–1887), schottischer Ingenieur und Leuchtturmbauer, Onkel
    - Robert Louis (Balfour) Stevenson (1850–1894) schottischer Schriftsteller, Cousin

## Leuchttürme von Charles und Alan Stevenson
- 1892: Skroo, Fair Isle
- 1893: Helliar Holm
- 1895: Sule Skerry
- 1895: Rattray Head
- 1896: Stroma
- 1897: Tod Head
- 1898: Noup Head
- 1899: Flannan Isles
- 1900: Tiumpan Head
- 1900: Killantringan
- 1901: Barns Ness
- 1903: Bass Rock
- 1904: Hyskeir
- 1908: Trodday
- 1909: Neist Point
- 1912: Rubh Re
- 1912: Milaid Point
- 1914: Maughold Head
- 1915: Copinsay
- 1916: Clyth Ness
- 1924: Duncansby Head
- 1929: Esha Ness
- 1937: Tor Ness